# Edward McMullen
Edward McMullen né le 1er mai 1964 à New York, est un homme d'affaires et diplomate américain. Il est ambassadeur auprès de la Suisse et du Liechtenstein de 2017 à 2021.

## Biographie
Il est diplômé en science politique du Collège Hampden-Sydney en Virginie en 1986. Il a été membre de la conférence des jeunes leaders de l'American Swiss Foundation. Il est président de McMullen Public Affairs, une société qui œuvre dans le domaine de la politique publique. Il participe à la campagne présidentielle de Donald Trump en 2016 en étant le directeur de campagne pour l'État de Caroline du Sud puis en aidant à planifier la convention nationale républicaine. Une fois élu président, Donald Trump le nomme ambassadeur auprès de la Suisse et du Liechtenstein en poste à Berne en septembre 2017. Il est installé dans ses fonctions le 21 novembre suivant et exerce sa mission jusqu'à son départ le 17 janvier 2021.
Il est marié à Margaret Ann Wade. Le couple a deux enfants.